# Estêvão de Narbona
Estêvão é o segundo vidama de Narbona, cujo nome é conhecido e a existência não é duvidosa. Seu registro ocorre em agosto de 833, quando foi enviado para Narbona como representante de alguém desconhecido. Se sabe que fez reuniões dentro de uma igreja situada no interior dos muros da cidade capital. Em 834, presidiu um tribunal sobre a prisão de Destro contra Teofredo, filho do hispânico João. Segundo a Grande Enciclopédia Catalã, foi sucedido por Ermenarda e Ausento em 836, mas em outras reconstituições não é dado um sucessor imediato, optando por considerar Alarico e Francão I, que são registrados em 852. Teve um provável filho homônimo.